# 斯克伦达站
斯克伦达站是叶尔加瓦-利耶帕亚铁路线上的一个火车站，车站建于1928年，是斯克倫達镇主要的火车站。
1998年，斯克倫達镇议会厅在车站附近建有一座纪念碑，以纪念在1941年和1949年被苏联当局驱逐至西伯利亚的2,916名拉脱维亚居民。

## 图集

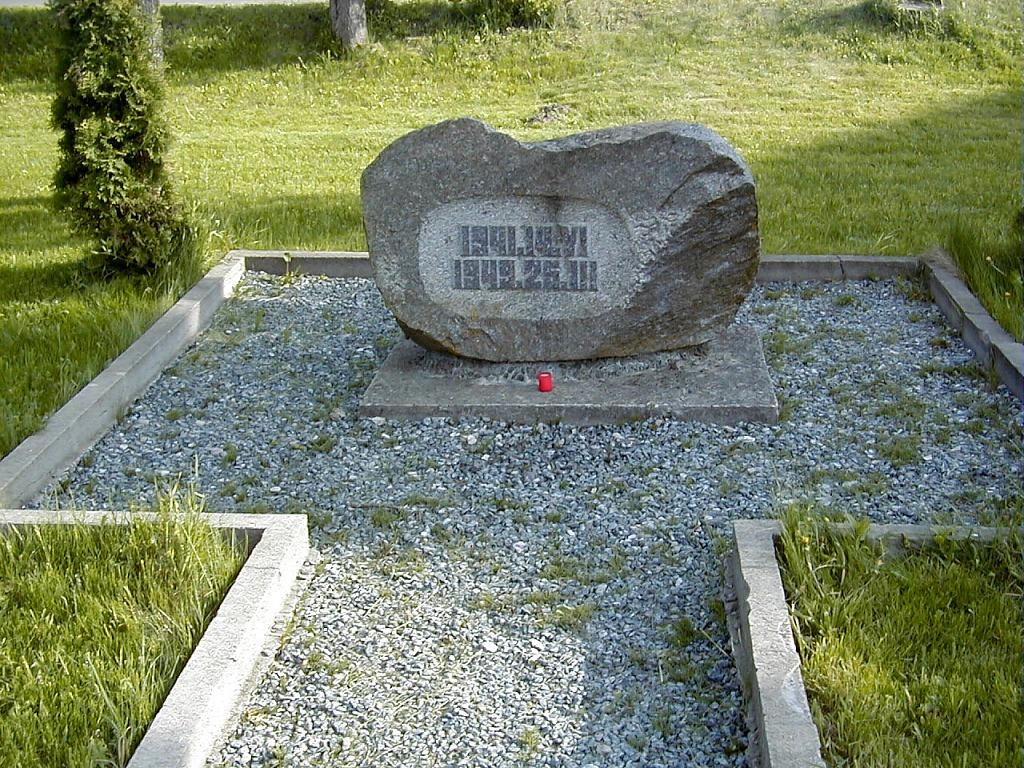
种族清洗纪念碑
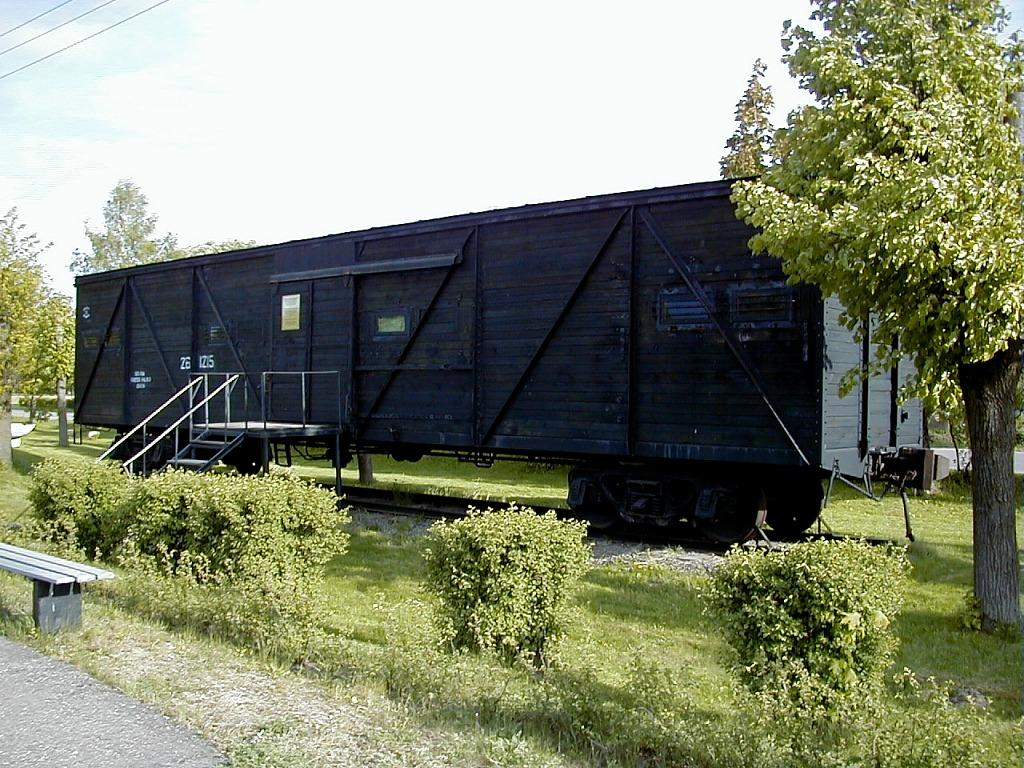